# وارونگی (زمین‌شناسی)

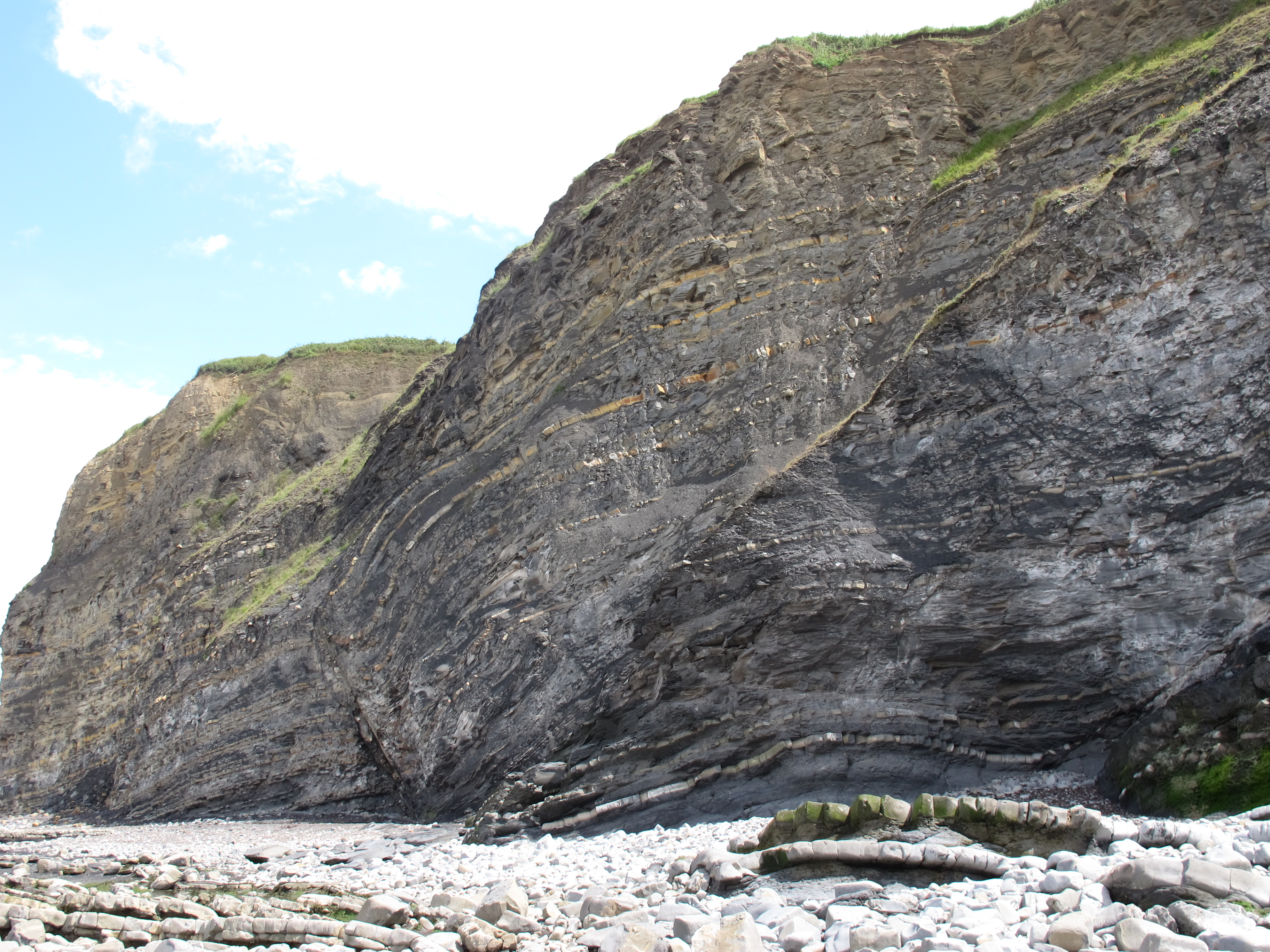
گسلی در غرب شهرستان سامرست که نشان‌دهنده تأثیر وارونگی بر روی گسل عادی قدیمی‌تر به‌همراه چین‌خوردگی و راندگی در دیواره معلق است.

وارونگی یا وارونگی حوضه در زمین‌شناسی ساختاری به بالاآمدگی نسبی یک حوضه رسوبی یا ساختارهای مشابه در نتیجه کوتاه‌شدگی پوسته گفته می‌شود. وارونگی معمولاً مانع از بالاآمدگی دیواره‌های گسل کششی متعاقب آن یا بالاآمدگی ناشی از ستون‌های گوشته‌ای می‌شود. اصطلاح وارونگی همچنین می‌تواند به گسل‌های منفرد اشاره داشته باشد، در جایی که یک گسل کششی در سمت مخالف جنبش اصلی آن، دوباره فعال شود.
اصطلاح وارونگی منفی نیز گاهی برای بیان فعالیت دوباره گسل‌های معکوس و راندگی‌ها در زمان گسترش به‌کار می‌رود.
اصطلاح وارونگی به‌طور ساده به این واقعیت اشاره دارد که یک منطقه نسبتاً پست دچار بالاآمدگی شده در حالی‌که خود توالی سنگ معمولاً معکوس نیست.